# Forbach (Frankrijk)
Forbach (Duits: Forbach in Lothringen) is een gemeente in het Franse departement Moselle (regio Grand Est). De plaats maakt deel uit van het arrondissement Forbach-Boulay-Moselle. De gemeente telde 21.111 inwoners op 1 januari 2022.
Forbach groeide sterk door haar steenkoolmijnen, die aan het einde van de 20e eeuw gesloten zijn.
De gemeente heeft drie parken: Colline du Schlossberg, Parc urbain du Bruch en Parc ludique de Marienau.

## Geschiedenis
Aan het einde van de 12e eeuw werd op de Schlossberg het gelijknamige kasteel gebouwd. Het kasteel werd afgebroken in 1635 op bevel van kardinaal de Richelieu en na de Franse Revolutie dienden de ruïnes van het kasteel als steengroeve. Vanaf 1888 werd begonnen met de bescherming en reconstructie van de site. De toren Saareck en het Burghof werden gebouwd op de plaats van het voormalige kasteel.
In 1873 werd een eerste steenkoolmijn geopend in Forbach. De mijnen sloten na meer dan een eeuw. Als herinnering werd in 1983 een herdenkingsmonument voor de mijnwerkers (Mémorial aux mineurs) ingehuldigd.

## Geografie
De oppervlakte van Forbach bedroeg op 1 januari 2022 16,32 vierkante kilometer; de bevolkingsdichtheid was toen 1.293,6 inwoners per km².
De onderstaande kaart toont de ligging van Forbach met de belangrijkste infrastructuur en aangrenzende gemeenten.

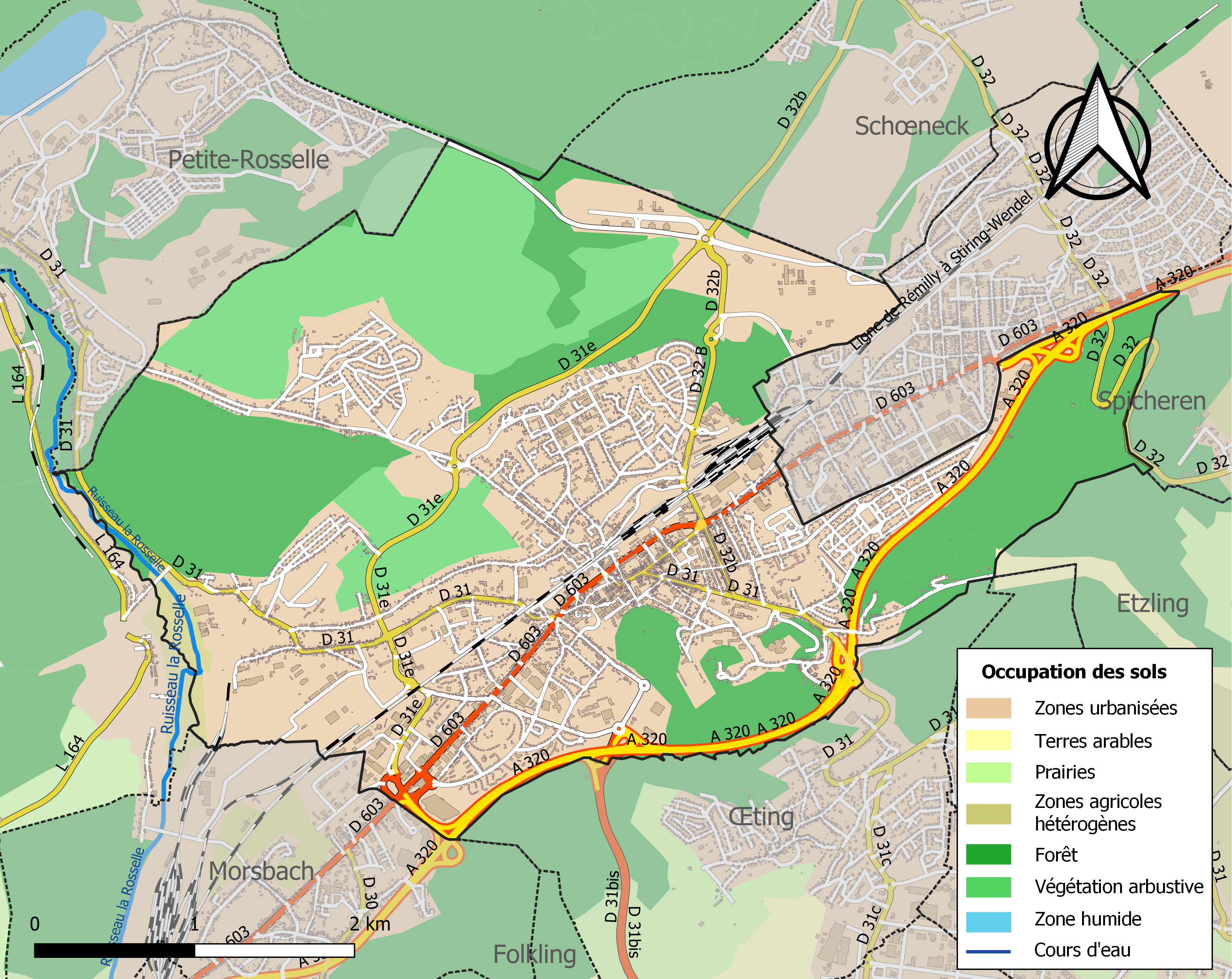

## Demografie
Onderstaande figuur toont het verloop van het inwonertal.
(bron: INSEE-tellingen)

## Verkeer en vervoer
In de gemeente bevindt zich Station Forbach.
De autosnelweg A320 loopt door de gemeente.

## Geboren
- Elias Stein (1748-1812), Nederlandse schaker en schaaktheoreticus
- Patricia Kaas (1966), zangeres
- Christian Bauer (1977), schaker en schrijver van schaakboeken
- Mike Reinhardt (1977), jazzgitarist
- Gennaro Bracigliano (1980), voetballer
- Billel Omrani (1993), voetballer
- Guillaume Dietsch (2001), voetballer

## Overleden
- Roman Ogaza (1952-2006), Pools profvoetballer